# XSO2U (航空機)
XSO2U
XSO2U-1
- 用途：観測機
- 製造者：ヴォート・シコルスキー
- 運用者：アメリカ海軍
- 初飛行：1939年7月
- 生産数：1機
- 退役：1944年7月
- 運用状況：試作のみ

XSO2U（Vought XSO2U）は、1930年代にアメリカ海軍向けにヴォート・シコルスキー社で開発された観測用水上機である。カーチス SOC シーガルを代替する巡洋艦の艦上から運用される偵察機として開発された本機は評価試験においてカーチス SO3Cよりも優れた性能を発揮したが、ヴォート・シコルスキー社の生産能力の不足から量産契約は獲得できなかった。

## 設計と開発
1930年代遅くにアメリカ海軍は、偵察と着弾観測の双方の役割に使用できる巡洋艦から運用する新型偵察/観測機に関する一連の要求仕様を発行した。複葉機のカーチス SOCを代替することを意図していたこの要求仕様は、折り畳み翼やSOCに優る航続距離と速度を有し、レンジャー V-770直列エンジンを装備すべしとされていた。
海軍の要求仕様に応じてヴォート・シコルスキー社とカーチス・ライト社が設計案を提示した。社内名称モデル403と呼ばれるヴォート社の設計は、米海軍の戦艦に搭載されていたSOCの代替機として当時開発中であった同社製のOS2U キングフィッシャーと非常に似ていたが、モデル403の方はキングフィッシャーよりも単葉の主翼取り付け部が胴体の高い位置に移されており、単胴フロートの取り付け方法が異なっていた。さらにはOS2Uでは星形エンジンを搭載していたが、モデル403では角張ったカウリングを持つV-770エンジンとなっていた。
フロートを備える水上機としてか通常の尾輪式降着装置を持つ陸上機としての双方の運用が可能なように考えられていたXSO2Uは、動翼が羽布張りであった以外は全金属製であった。格納時には雷撃機のTBFアヴェンジャーと同様に主翼は後方に折り畳むことが可能であった。
本機は急降下爆撃機としての能力も有し、爆撃任務や対潜戦では両主翼下のハードポイントに各1発の爆弾か爆雷を縣架することが可能であった。固定武装では2丁のブローニングM2重機関銃を装備し、1丁はプロペラ同調装置を使用してプロペラ圏内から発射する前方固定銃、もう1丁は後方防御用に観測員席の可動銃座に装備していた。

## 運用の歴史

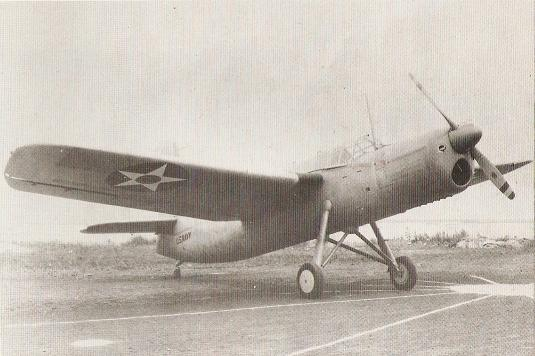
車輪の降着装置を付けた状態のXSO2U-1

シリアルナンバー 1440を与えられたXSO2U-1は、1939年7月に最初は陸上機として初飛行を行い、同年12月に水上機としての初飛行を実施した。飛行試験では方向安定性不足が判明し、この問題を解決するためにフロート後部と機尾を繋ぐ大型の機体下面フィンが追加された。
エンジンの不具合にも悩まされたが、これは簡単には解決しなかった。レンジャー製エンジンは信頼性に欠けることで知られており、特にオーバーヒート気味の傾向は満足いく程には解決しなかった。飛行試験の途中で本機に搭載されたオリジナルのXV-770-4はオイルクーラーを移設したXV-770-6に換装されたが、この不具合は続いた。
エンジンの不具合にもかかわらずXSO2U-1は競合機のカーチス XSO3C-1よりも全般的に優れていると判断されたが、ヴォート社の生産能力は既にOS2U キングフィッシャー偵察機とF4U コルセア戦闘機の製造で手一杯であった。この結果、XSO3Cがこの競作の勝者となり、量産契約を獲得した。米海軍ではシーガル（Seagull）、英海軍ではシーミュウ（Seamew）と命名されたSO3Cは、就役後に散々な評判をかうこととなり、代替されるはずであった複葉機のSOCよりも早く退役することとなった。
実飛行での評価試験が終わるとXSO2U-1は海軍により汎用機と雑務機（hack）として使用された後、1942年7月にV-770 エンジンの試験用にレンジャー・エンジン社へ貸し出された。この試験はベル XP-77軽戦闘機やEdo XOSE水上機といった機体用のエンジンの問題潰しのためであったが、相変わらずV-770は問題を起こしがちで、2年間試験に使用された後にXSO2Uは海軍に返還された。それ以上は使用されずにXSO2U-1は1944年7月6日に海軍の軍務から退役させられ、その後廃棄処分となった。

## 運用
アメリカ合衆国
- アメリカ海軍

## 要目 (XSO2U-1)
出典: OS2U Kingfisher in action
諸元
- 乗員: 2
- 全長: 11.00 m （36 ft 1 in）
- 全高: 4.85 m （15 ft 11 in）
- 翼幅: 11.63 m（38 ft 2 in）
- 翼面積: 28 m （300 sq ft）
- 空虚重量: 1,822 kg （4,016 lb）
- 最大離陸重量: 2,551 kg （5,624 lb）
- 動力: レンジャー XV-770 空冷 倒立V型エンジン、340 kW （450 hp）   × 1

性能
- 最大速度: 306 km/h （165 kn） 190 mph at 9,000 feet (2,700 m)
- 実用上昇限度: 6,767 m （22,200 ft）

武装
- 固定武装: 2 × ブローニングM2重機関銃（前方固定1、後方可動式1）
- 爆弾: 主翼下のハードポイントに2発の小型爆弾か爆雷

## 参照
出典
1. 1 2 3 4 5 6 7 8 9  Adcock 1991, p.44.
2. ↑  Green 1967, p.162.
3. ↑  Baugher 2010
4. ↑  Bowers 1979, p.419.
5. ↑  Polmar 2004, p.117.

参考文献
- Adcock, Al (1991). OS2U Kingfisher in action. Aircraft In Action. 119. Carrollton, TX: Squadron/Signal Publications. ISBN 0-89747-270-5
- Baugher, Joe (2010年9月18日). “US Navy and US Marine Corps BuNos, Second Series (0001 to 5029)”. US Navy and US Marine Corps Aircraft Serial Numbers and Bureau Numbers--1911 to Present. 2011年1月12日閲覧。
- Bowers, Peter M. (1979). Curtiss Aircraft, 1907-1947. New York: Putnam. ISBN 978-0-370-10029-6
- Green, William (1967). Floatplanes. War Planes of the Second World War. 6. New York: Doubleday. ASIN B0000CLL8R
- Polmar, Norman (2004). Historic Naval Aircraft: from the pages of Naval History Magazine. Dulles, VA: Brassey's Inc. ISBN 1-57488-572-3